# HamburgLesen
Der Buchpreis HamburgLesen ist ein Literaturpreis, den die Staats- und Universitätsbibliothek Hamburg Carl von Ossietzky seit 2013 jährlich vergibt. Ausgezeichnet wird jeweils ein Buch, das sich in herausragender Weise mit dem Thema Hamburg befasst. Das Preisgeld beträgt (Stand: 2023) 5.000 Euro.

## Auswahlverfahren
Die Staats- und Universitätsbibliothek sammelt Pflichtexemplare aller Publikationen, die Hamburg als Verlagsort angeben, darüber hinaus sämtliche Schriften, die über Hamburg veröffentlicht werden. Davon werden jedes Jahr etwa 2000 Exemplare erworben. Aus ihnen trifft für HamburgLesen zunächst ein Mitarbeiterteam der Bibliothek eine Vorauswahl von 200 bis 300 Bänden, die preiswürdig erscheinen.
Experten des wissenschaftlichen und kulturellen Lebens der Stadt treffen dann eine weitere Auswahl: Sie ermitteln sieben Titel, die einer Jury vorgeschlagen werden (Shortlist). Die Jury besteht aus jährlich wechselnden Mitgliedern, die aus einem festen Kreis stammen. Sie entscheidet schließlich über den Preisträger.

## Bisherige Preisträger
- 2013: Joachim Kersten (Hrsg.): Arno Schmidt in Hamburg
- 2014: Maike Bruhns: Bauschmuck bei Fritz Schumacher
- 2015: Michael Kleeberg: Vaterjahre
- 2016: Henning Rademacher (Hrsg.): Der Hafen. Fotografien des Hamburger Hafens 1930 – 1970
- 2017: Holger Jass: Mein Onkel Pö
- 2018: Michael Batz: Speicherstadt Story – Geschichten von Menschen und Handel
- 2019: Kristina Volke: Heisig malt Schmidt: eine deutsche Geschichte über Kunst und Politik
- 2020: Christian Bau (Hrsg.): Eiffe for President. Alle Ampeln auf gelb
- 2021: Heino Grunert (Hrsg.): Von der Festung bis Planten un Blomen. Die Hamburger Wallanlagen
- 2022: Oliver Nebel, Frank Petering, Mirko Reisser und Andreas Timm (Hrsg.): Eine Stadt wird bunt. Hamburg Graffiti History 1980-1999
- 2023: Dirk Lau: Hafenkrankenhaus Hamburg. Polizeikrankenhaus. Unfallchirurgie. Gesundheitszentrum 1900 bis 1997. Unter Mitarbeit von Lars Amenda und Frauke Steinhäuser.
- 2024: Uwe Timm: Alle meine Geister